# توماس زینک
توماس زینک (انگلیسی: Thomas Zink؛ زادهٔ ۱۴ آوریل ۱۹۴۹) دانشمند در زمینه ریاضیات متولد برلین اهل آلمان است. وی در حال حاضر صاحب صندلی هندسه جبری حساب در دانشگاه بیلفلد را دارد. وی در مؤسسه مطالعات پیشرفته در پرینستون، در دانشگاه تورنتو و در دانشگاه بن مشغول به کارهای پژوهی است.

## زندگی
در سال ۱۹۹۲ جایزه گوتفرید ویلهلم لایبنیتس به‌طور مشترکبا کریستوفر دنیگر، مایکل راپوپورت (دانشگاه ووپرتال) و پیتر اشنایدر (دانشگاه کلن) به او اهدا شد. این چهار محقق موفق به استفاده از روشهای مدرن هندسه جبری برای حل معادلات دیوفانتین شدند. علاوه بر این، او عضو آکادمی علوم آلمان لئوپولدینااست.